# Englehart
Englehart es un pueblo canadiense situado en la provincia de Ontario.

## Superficie
Englehart tiene una superficie de 2,92 km².

## Demografía
En 2021, tenía 1442 habitantes, una densidad poblacional de 494,2 hab./km², y 720 viviendas.